# Irina Kupczenko
Irina Pietrowna Kupczenko (ros. Ирина Петровна Купченко, ur. 29 lutego 1948 w Wiedniu, Austria) – radziecka i rosyjska aktorka filmowa i teatralna.

## Życiorys
Urodziła się w Wiedniu w wojskowej rodzinie, która po wycofaniu Armii Radzieckiej z Austrii (1955) przeniosła się do Kijowa. W dzieciństwie Irina wykazywała zainteresowanie baletem. Po ukończeniu szkoły średniej początkowo studiowała języki obce na Uniwersytecie Kijowskim, ale po debiucie aktorkim w roli Lizy w filmie Konczałowskego Szlacheckie gniazdo zdecydowała się na karierę aktorską. Ukończyła studia w Instytucie Teatralnym im. Szczukina w Moskwie (1970) i rozpoczęła pracę w moskiewskim Teatrze im. Wachtangowa (1971).

## Wybrana filmografia
- 1969: Szlacheckie gniazdo (Дворянское гнездо ), reż. Andriej Konczałowski
- 1970: Wujaszek Wania (Дядя Ваня), reż. Andriej Konczałowski
- 1974: Romanca o zakochanych (Романс о влюблённых), reż. Andriej Konczałowski
- 1976: Cudze listy (Чужие письма), reż. Ilja Awerbach
- 1978: Zwyczajny cud (Обыкновенное чудо), reż. Mark Zacharow
- 1978: Dziwna kobieta (Странная женщина), reż. Julij Rajzman
- 1983: Bez świadków (Без свидетелей), reż. Nikita Michałkow
- 1987: Zapomniana melodia na flet (Забытая мелодия для флейты), reż. Eldar Riazanow
- 1991: Wewnętrzny krąg (Ближний круг), reż. Andriej Konczałowski
- 2001: Przyjdź i spójrz na mnie (Приходи на меня посмотреть), reż. Oleg Jankowski i Michaił Agranowicz
- 2003: Pobłogosławcie kobietę (Благословите женщину), reż. Stanisław Goworuczin
- 2004: Moskiewska saga (Московская Сага), reż. Dmitrij Barszczewski

## Nagrody i odznaczenia
- Nagroda Leninowskiego Komsomołu (1981)
- Ludowy Artysta RFSRR (1989)
- Order Honoru (1999)
- Nagroda Państwowa Federacji Rosyjskiej (2001)